# Observatoire de Königsberg
L’observatoire de Königsberg (Sternwarte Königsberg) était un observatoire astronomique allemand qui était attaché à l’université de Königsberg, dorénavant baptisée Kaliningrad (en Russie baltique ; cette exclave de la fédération de Russie faisait partie, jusqu’en 1945, de la province de Prusse-Orientale).

## Histoire
Les autorités prussiennes, sous l’impulsion du réformateur de l'Université Wilhelm von Humboldt, adoptèrent en 1809-10 (pour la Prusse, une pause au milieu des guerres napoléoniennes) un programme de développement de l’université de Kœnigsberg, comprenant la fondation d’un observatoire. 
En 1809, l’astronome Friedrich Wilhelm Bessel de l’observatoire de Lilienthal fut appelé à Kœnigsberg comme professeur d'université, avec en outre la direction du nouvel observatoire. Lorsqu’en 1810 Bessel arriva à Kœnigsberg, l’observatoire n'en était encore qu'au stade du projet. Le nouveau titulaire dut tout d'abord choisir un emplacement où l'horizon serait suffisamment dégagé : il opta pour une colline du nord-ouest de la ville, le Butterberg, à deux pas des fortifications. Le chantier, démarré en 1811, se conforma entièrement aux desiderata de Bessel ; et, suivant une anecdote, lorsqu'en 1812 Napoléon, en pleine retraite de Russie, traversa Kœnigsberg, il s'étonna fort de ce que le roi de Prusse, dans des circonstances aussi dramatiques, trouve encore de l'argent à consacrer à la construction d'un observatoire. Du reste, les locaux furent prêts dès le mois de septembre 1813. 
Dès 1808, le gouvernement avait racheté le compendium destiné à l'observatoire de Remplin (de), projet avorté de l'astronome amateur Friedrich von Hahn (de). L'absence de locaux convenables rendait les observations momentanément très délicates. Les premières années, Bessel poursuivit donc la compilation des observations de l’astronome britannique James Bradley et rédigea de là un catalogue d'étoiles comptant 3 000 étoiles. Il publia ce travail monumental en 1818 sous le titre de Fundamenta astronomiae.
Dès 1819, Bessel détermina les positions de 30 000 étoiles à l'aide d'une lunette méridienne de Reichenbach (de) avec toute la précision accessible à l'époque. De 1820 à 1823, Friedrich Wilhelm Argelander fut l’assistant de Bessel. 

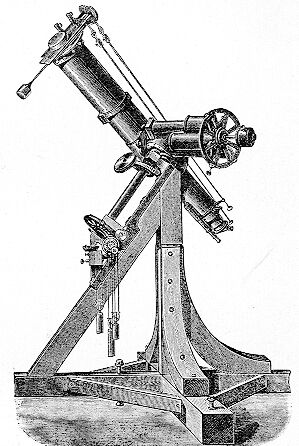
L’héliomètre de Fraunhofer

En 1829, les ateliers de Fraunhofer fabriquèrent un héliomètre qui permettait non seulement de mesurer précisément le diamètre apparent d'astres étendus comme le Soleil et les planètes, mais aussi la distance angulaire d’étoiles très rapprochées. Grâce à cet instrument, Bessel put se consacrer à un problème resté sans réponse depuis trois siècles : la mesure de la parallaxe des étoiles. Le mouvement synodique et orbital de la Terre se traduit par une oscillation annuelle de la position des étoiles, et cette variation doit être d'autant plus manifeste que l’étoile est proche de la Terre. Pour ses recherches, Bessel se tourna vers l’étoile 61 Cygni dans la constellation du Cygne, dont l'éloignement est faible, eu égard à l'amplitude de son mouvement propre. Bessel mesura pendant une année entière l'écart angulaire entre 61 Cygni et des étoiles voisines sur la voûte céleste, mais en réalité beaucoup plus éloignées de la Terre : ses calculs lui permirent de déterminer un écart d'1/3 de seconde d'arc. Cette première dans l'estimation de la parallaxe stellaire marqua une avancée considérable, car elle permettait d'estimer la distance entre les étoiles et le système solaire. Elle constituait en outre une confirmation quantitative de l'héliocentrisme de  copernic.
Les travaux de Bessel firent de Kœnigsberg l'un des premiers centres de recherche astronomique en Europe, et la mort du premier directeur, en 1846, fut pour l’observatoire un coup sévère. On confia sa direction à l'observateur de Bessel, August Ludwig Busch (de) (1804–1855), Christian August Friedrich Peters succéda à Bessel comme professeur d'astronomie. À la mort de Busch, Eduard Luther (de) et Moritz Ludwig Georg Wichmann (1821–1859) se partagèrent la direction, sans enseigner ; puis à la mort de Wichmann, Luther obtint seul la charge ainsi que la chaire (jusqu'en 1887).
De 1859 à 1862, Arthur Auwers était assistant-astronome. Il donna l'amplitude du mouvement propre de l’étoile Procyon. Carl Friedrich Wilhelm Peters (de) succéda à Luther de 1888 jusqu'à sa mort en 1894 . En 1895 Hermann von Struve reprit la direction de l’observatoire. Il fut promu en 1904 à l’observatoire de Berlin et Hans Battermann (de) reprit ses fonctions jusqu'en 1919. 
De 1921 à la fin de la Seconde Guerre mondiale, l'observatoire fut dirigé par Erich Przybyllok (de). Au mois d'août 1944, l’observatoire, comme de nombreux autres bâtiments de l'université, fut dévasté par les bombardements de la Royal Air Force.

## Équipement
Les premiers instruments provenaient principalement de l’observatoire de Remplin (de) dans le Mecklembourg et, par l’intermédiaire de Johann Elert Bode, furent transférés à Kœnigsberg. Il s’agissait d’une lunette méridienne (cercle Cary ; cet instrument est aujourd’hui exposé au Deutsches Museum de Munich), de 50 mm (2 pouces) d’ouverture et de 1 m de focale ; une lunette méridionale de Dollond, d'une focale de 1,30 m ; une « lunette équatoriale » de  330 mm de focale ; une lunette à courte focale (« chasseur de comètes ») ; enfin deux sextants et une pendule. 
Par la suite, le principal instrument de l’observatoire fut un cercle méridien de 325 mm (13 pouces) d’ouverture, acquise en 1819 de Reichenbach. L’héliomètre de 1829 provenait des ateliers de Joseph von Utzschneider (de) à Munich. Les recherches amorcées sous la direction de Joseph Fraunhofer pour cet héliomètre furent poursuivies par ses successeurs Georg Merz (de) et Franz Joseph Mahler (de). En 1841, le roi de Prusse Frédéric-Guillaume IV offrit à l’observatoire une lunette méridienne conçue par la société Repsold (de) de Hambourg.

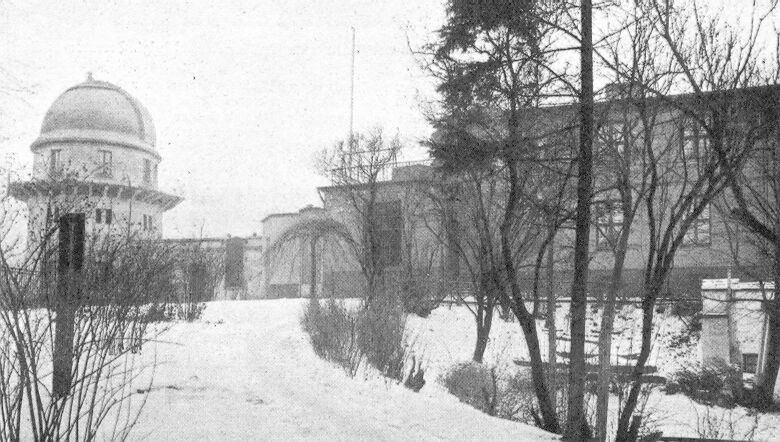
L’observatoire de Kœnigsberg
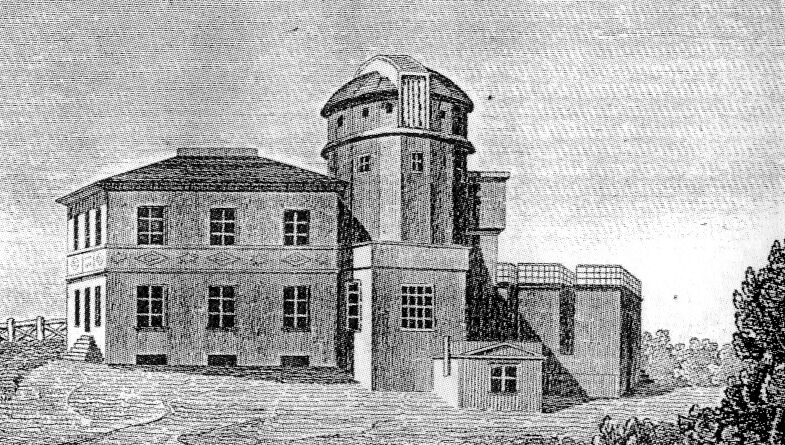
L’observatoire vers 1830
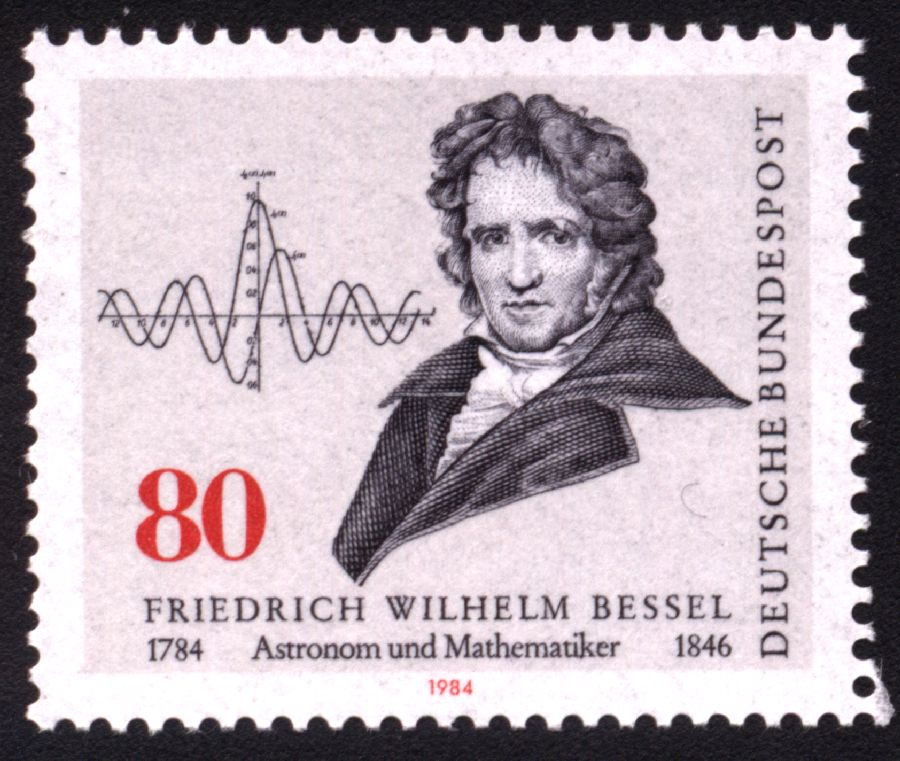
Le premier directeur de l'observatoire, F. W. Bessel (1784–1846)